# Lista över byggnadsminnen i Södermanlands län
Förteckning över byggnadsminnen i Södermanlands län. Ansvaret för arbetet med byggnadsminne ligger hos länsstyrelsen i Södermanlands län, vilka har i uppdrag att prestera och bevara länets kulturmiljö.

## Eskilstuna kommun
| Namn                                                                        | Ursprunglig funktion                     | Byggår     | Arkitekt | Plats      | Läge               | Anläggnings-ID | Bild                                    |
| --------------------------------------------------------------------------- | ---------------------------------------- | ---------- | -------- | ---------- | ------------------ | -------------- | --------------------------------------- |
| Tingsgården, Öster- och Västerrekarne häraders tingshus (Stengeten 3 och 4) | Borgargård, tingshus (10 byggnader)      | 1700-talet |          | Eskilstuna | 59.36843, 16.51934 |                | Ladda upp en till bild av denna byggnad |
| Kvarteret Stövaren 18 (Stövaren 18)                                         | Borgargård (7 byggnader)                 | 1884       |          | Eskilstuna | 59.36805, 16.52015 |                | Ladda upp en till bild av denna byggnad |
| Televerkets hus (Vinkelhaken 3)                                             | Telegrafstation och televerk (1 byggnad) | 1916       |          | Eskilstuna | 59.37147, 16.51519 |                | Ladda upp en till bild av denna byggnad |
| Jäders prästgård (Övlingeby 1:7, f.d. Övlingeby 1:5)                        | Boställe, prästgård (4 byggnader)        | 1862       |          | Jäder      | 59.41010, 16.69816 |                | Ladda upp en bild av denna byggnad      |
| Rademachersmedjorna (Vallonen 8)                                            | Smedja (12 byggnader)                    | 1658       |          | Eskilstuna | 59.37380, 16.50764 |                | Ladda upp en till bild av denna byggnad |
| Stora Sundby slott (Stora Sundby 17:1)                                      | Slott (12 byggnader)                     | 1570       |          | Öja        | 59.27111, 16.12345 |                | Ladda upp en till bild av denna byggnad |
| Torshälla kvarn (Mjölnaren 1)                                               | Kvarn (1 byggnad)                        | 1857       |          | Torshälla  | 59.42131, 16.47073 |                | Ladda upp en till bild av denna byggnad |
| Eskilstuna badhus (Verkmästaren 7)                                          | Badhus, Varmbadhus                       | 1933       |          | Eskilstuna | koordinater saknas |                | Ladda upp en till bild av denna byggnad |

## Flens kommun
| Namn                                                                             | Ursprunglig funktion                            | Byggår                   | Arkitekt         | Plats        | Läge               | Anläggnings-ID | Bild                                                                      |
| -------------------------------------------------------------------------------- | ----------------------------------------------- | ------------------------ | ---------------- | ------------ | ------------------ | -------------- | ------------------------------------------------------------------------- |
| Bogårdens komministerbostad (Bogården 1:1)                                       | Boställe, prästgård (3 byggnader)               | 1800-talets första hälft |                  | Sparreholm   | 59.06026, 16.84307 |                | Ladda upp en bild av denna byggnad                                        |
| Perrongtak på Flens station (Flen 1:4)                                           | Perrongtak/skärmtak (1 byggnad)                 | 1892 eller senare        |                  | Flen         | 59.05729, 16.58717 |                | Se fler bilder av denna byggnad · Ladda upp en till bild av denna byggnad |
| Flens stationshus (Orresta 3:7)                                                  | Stationshus (1 byggnad)                         | 1892                     | Folke Zettervall | Flen         | 59.05723, 16.58836 |                | Se fler bilder av denna byggnad · Ladda upp en till bild av denna byggnad |
| Harpsunds herrgård (Harpsund 5:1 och 6:1, f.d. Harpsund 5:11)                    | Herrgård (14 byggnader)                         | 1914                     |                  | Mellösa      | 59.09885, 16.48441 |                | Ladda upp en till bild av denna byggnad                                   |
| Hälleforsnäs bruks herrgård (Hällefors bruk 1:116)                               | Herrgård, bruksherrgård (3 byggnader)           | 1754                     |                  | Hälleforsnäs | 59.15349, 16.48773 |                | Ladda upp en till bild av denna byggnad                                   |
| Malmköpings tingshus (Lagmannen 1)                                               | Tingshus (1 byggnad)                            | 1788                     |                  | Malmköping   | 59.13452, 16.72787 |                | Ladda upp en till bild av denna byggnad                                   |
| Orresta gård (Stamhemmanet 1)                                                    | Bondgård (2 byggnader)                          | 1800-talets slut         |                  | Flen         | 59.05568, 16.59370 |                | Ladda upp en bild av denna byggnad                                        |
| Von Rosens jaktstuga (Helgesta Gård 2:5, f.d. Brotorp 1:1 och Helgesta-Lund 1:4) | Fritidshus, jaktstuga och jaktvilla (1 byggnad) | 1909                     |                  | Helgesta     | 59.05019, 16.81954 |                | Ladda upp en till bild av denna byggnad                                   |
| Ådö kaptensboställe (Ådö 1:1)                                                    | Boställe, officersboställe (13 byggnader)       | 1746                     |                  | Helgesta     | 59.03392, 16.77865 |                | Ladda upp en till bild av denna byggnad                                   |
| Åkerö säteri (Åkerö 1:1)                                                         | Säteri (3 byggnader)                            | 1750-talet               |                  | Bettna       | 58.89292, 16.57128 |                | Ladda upp en till bild av denna byggnad                                   |

## Gnesta kommun
| Namn                                                        | Ursprunglig funktion              | Byggår     | Arkitekt         | Plats      | Läge               | Anläggnings-ID | Bild                                    |
| ----------------------------------------------------------- | --------------------------------- | ---------- | ---------------- | ---------- | ------------------ | -------------- | --------------------------------------- |
| Stationshuset (Gnesta 4:31)                                 | Järnvägsstation (1 byggnad)       | 1907       | Folke Zettervall | Gnesta     | 59.04821, 17.31171 |                | Ladda upp en till bild av denna byggnad |
| Björnlunda gamla prästgård (Björnlundagården 1:8, f.d. 1:9) | Boställe, prästgård (2 byggnader) | 1790-talet |                  | Björnlunda | 59.07009, 17.14688 |                | Ladda upp en bild av denna byggnad      |
| Elghammars herrgård (Älghammar 1:2)                         | Herrgård (17 byggnader)           | 1810       |                  | Björnlunda | 59.05880, 17.07930 |                | Ladda upp en till bild av denna byggnad |
| Heby herrgård (Heby 5:1)                                    | Herrgård (3 byggnader)            | 1778       |                  | Dillnäs    | 59.13896, 17.21286 |                | Ladda upp en till bild av denna byggnad |
| Kramphults pörte (Herrökna 3:3, f.d. 1:1 och 2:1)           | Lantbruksbyggnad (1 byggnad)      | 1700-talet |                  | Gryt       | 59.12461, 16.91790 |                | Ladda upp en till bild av denna byggnad |

## Katrineholms kommun
| Namn                                                                             | Ursprunglig funktion                | Byggår                   | Arkitekt | Plats          | Läge               | Anläggnings-ID | Bild                                    |
| -------------------------------------------------------------------------------- | ----------------------------------- | ------------------------ | -------- | -------------- | ------------------ | -------------- | --------------------------------------- |
| Gamla posthuset (Katrineholm 4:2, f.d. 4:1)                                      | Posthus och poststation (1 byggnad) | 1906                     |          | Katrineholm    | 58.99692, 16.20955 |                | Ladda upp en till bild av denna byggnad |
| Gryts Gård (Stora Kungsladugården 2:1)                                           | Boställe, Komministerboställe       | 1840-1859                |          | Äsköping       | koordinater saknas |                | Ladda upp en bild av denna byggnad      |
| Claestorps herrgård (Klastorp 1:1)                                               | Herrgård (22 byggnader)             | 1754                     |          | Östra Vingåker | 58.96288, 16.12288 |                | Ladda upp en till bild av denna byggnad |
| Eriksbergs slott (Eriksberg 1:1)                                                 | Slott (6 byggnader)                 | 1664                     |          | Stora Malm     | 58.93282, 16.37880 |                | Ladda upp en till bild av denna byggnad |
| Hagbyberga herrgård (Hagbyberga 4:1)                                             | Herrgård (6 byggnader)              | 1807                     |          | Björkvik       | 58.85644, 16.55839 |                | Ladda upp en till bild av denna byggnad |
| Holbonäs säteri (Hålbonäs 2:1)                                                   | Säteri (4 byggnader)                | 1744                     |          | Sköldinge      | 59.03982, 16.51729 |                | Ladda upp en bild av denna byggnad      |
| Katrineholms station (Katrineholm 4:1)                                           | Järnvägsstation (1 byggnad)         | 1860-talet               |          | Katrineholm    | 58.99685, 16.20826 |                | Ladda upp en till bild av denna byggnad |
| Spetebyhalls herrgård (Speteby 2:24 och 2:17 och 2:18)                           | Herrgård (7 byggnader)              | 1875                     |          | Sköldinge      | 58.99568, 16.41067 |                | Ladda upp en till bild av denna byggnad |
| Östra Vingåkers kyrkstall (Hastferstäpporna 1:1, f.d. Östra Vingåkers kyrka 1:1) | Stall, kyrkstall (1 byggnad)        | 1800-talets första hälft |          | Östra Vingåker | 58.96834, 16.11336 |                | Ladda upp en till bild av denna byggnad |

## Nyköpings kommun
| Namn                                                          | Ursprunglig funktion                         | Byggår                             | Arkitekt              | Plats         | Läge               | Anläggnings-ID            | Bild                                                                      |
| ------------------------------------------------------------- | -------------------------------------------- | ---------------------------------- | --------------------- | ------------- | ------------------ | ------------------------- | ------------------------------------------------------------------------- |
| Nyköpings stadshus och rådhus (Rådhuset 6)                    | Rådhus, stadshus (2 byggnader)               | 1723 (rådhuset), 1969 (stadshuset) |                       | Nyköping      | 58.75229, 17.00905 |                           | Se fler bilder av denna byggnad · Ladda upp en till bild av denna byggnad |
| Nyköpingshus (Nyköpingshus 1)                                 | Befästning, borg, citadell (5 byggnader)     | 1100-talets slut                   |                       | Nyköping      | 58.74842, 17.01152 |                           | Se fler bilder av denna byggnad · Ladda upp en till bild av denna byggnad |
| Odd Fellow-huset                                              | Ordenshus                                    | 1913                               | Ragnar Östberg        | Nyköping      | 58.7542, 17.0052   | Sök i Bebyggelseregistret | Se fler bilder av denna byggnad · Ladda upp en till bild av denna byggnad |
| Pihlska gården (Åvallen 1)                                    | Borgargård (4 byggnader)                     | 1723 eller strax efter             |                       | Nyköping      | 58.75177, 17.01539 |                           | Se fler bilder av denna byggnad · Ladda upp en till bild av denna byggnad |
| Residenset (Residenset 8)                                     | Residens (1 byggnad)                         | 1806                               |                       | Nyköping      | 58.75341, 17.00842 |                           | Se fler bilder av denna byggnad · Ladda upp en till bild av denna byggnad |
| Sankt Anna sjukhus, Hospitalet (Sjukvårdaren 12, f.d. 11)     | Sjukhus (1 byggnad)                          | 1799                               |                       | Nyköping      | 58.75668, 17.00662 |                           | Se fler bilder av denna byggnad · Ladda upp en till bild av denna byggnad |
| Stora Kungsladugården (Stora Kungsladugården 2:1)             | Kungsgård (10 byggnader)                     | 1700-talet                         |                       | Nyköping      | 58.74495, 16.96911 |                           | Ladda upp en till bild av denna byggnad                                   |
| Tingshuset (Tingshuset 1, f.d. Väster 1:9)                    | Tingshus (1 byggnad)                         | 1911                               | Carl Westman          | Nyköping      | 58.75535, 17.00137 |                           | Se fler bilder av denna byggnad · Ladda upp en till bild av denna byggnad |
| Tistads herrgård (Tista 2:5)                                  | Herrgård (25 byggnader)                      | 1630-talet                         | Fredrik Wilhelm Hoppe | Bärbo socken  | 58.82430, 16.89065 |                           | Se fler bilder av denna byggnad · Ladda upp en till bild av denna byggnad |
| Ullaberg (Karreby 1:2)                                        | Ämbets- och tjänstemannaboställe (1 byggnad) | 1700-talets mitt                   |                       | Svärta socken | 58.83049, 17.11527 |                           | Se fler bilder av denna byggnad · Ladda upp en till bild av denna byggnad |
| Vida regementsskrivarställe (Vida 1:5 och 1:6, f.d. Vida 1:1) | Boställe, officersboställe (9 byggnader)     | 1727                               |                       | Bergshammar   | 58.74499, 16.92154 |                           | Se fler bilder av denna byggnad · Ladda upp en till bild av denna byggnad |
| Östermalma herrgård (Östra Malma 2:2, f.d. 2:1)               | Herrgård (9 byggnader)                       | 1650-talet                         |                       | Ludgo         | 58.95107, 17.15792 |                           | Se fler bilder av denna byggnad · Ladda upp en till bild av denna byggnad |

## Oxelösunds kommun
| Namn                                        | Ursprunglig funktion                    | Byggår | Arkitekt | Plats     | Läge               | Anläggnings-ID | Bild                                    |
| ------------------------------------------- | --------------------------------------- | ------ | -------- | --------- | ------------------ | -------------- | --------------------------------------- |
| Gamla vattentornet i Oxelösund (Oxelö 7:62) | Vattentorn, vattenreservoar (1 byggnad) | 1899   |          | Oxelösund | 58.66896, 17.11720 |                | Ladda upp en till bild av denna byggnad |
| Hävringe båk (Fiske 1:1)                    | Båk (inga registrerade byggnader)       | 1753   |          | Hävringe  | 58.60332, 17.31372 |                | Ladda upp en till bild av denna byggnad |

## Strängnäs kommun
| Namn                                                         | Ursprunglig funktion                         | Byggår             | Arkitekt | Plats            | Läge               | Anläggnings-ID | Bild                                    |
| ------------------------------------------------------------ | -------------------------------------------- | ------------------ | -------- | ---------------- | ------------------ | -------------- | --------------------------------------- |
| Kvarteret Generalen 8 (Generalen 8)                          | Bostadshus (2 byggnader)                     | 1913               |          | Strängnäs        | 59.38106, 17.01764 |                | Ladda upp en till bild av denna byggnad |
| Kvarteret Jägmästaren 4 (Jägmästaren 4)                      | Bostadshus (1 byggnad)                       | 1898               |          | Strängnäs        | 59.37213, 17.03161 |                | Ladda upp en till bild av denna byggnad |
| Biskopsgården (Bispen 3)                                     | Biskopsgård (4 byggnader)                    | 1564               |          | Strängnäs        | 59.37483, 17.03626 |                | Ladda upp en till bild av denna byggnad |
| Domkapitelhuset, även kallat Konsistoriehuset (Kyrkberget 3) | Domkapitel (1 byggnad)                       | 1480               |          | Strängnäs        | 59.37547, 17.03312 |                | Ladda upp en till bild av denna byggnad |
| F.d. stathuset Byggeback (Aspö-Lagnö 1:11)                   | Herrgård (1 byggnad)                         | 1830               |          | Aspö             | 59.47766, 17.08285 |                | Ladda upp en bild av denna byggnad      |
| Lyktan, gamla biskopsgården (Kyrkberget 1)                   | Ämbets- och tjänstemannaboställe (1 byggnad) | 1600-talet         |          | Strängnäs        | 59.37469, 17.03438 |                | Ladda upp en till bild av denna byggnad |
| Gamla gymnastikhuset (Brokikaren 1)                          | Skola, läroverk (1 byggnad)                  | 1854               |          | Strängnäs        | 59.37555, 17.03657 |                | Ladda upp en till bild av denna byggnad |
| Grassegården (Grassegården 1)                                | Borgargård (5 byggnader)                     | 1600-talets början |          | Strängnäs        | 59.37787, 17.03149 |                | Ladda upp en till bild av denna byggnad |
| Gripsholms slott (Gripsholms slott 1:1)                      | Riksfäste (47 byggnader)                     | 1383               |          | Mariefred        | 59.25665, 17.21128 |                | Ladda upp en till bild av denna byggnad |
| Gropgården (Helsingen 3)                                     | Borgargård (4 byggnader)                     | 1810               |          | Strängnäs        | 59.37829, 17.03173 |                | Ladda upp en till bild av denna byggnad |
| Kungsbergs kungsgård (Kungsberg 2:1)                         | Kungsgård (8 byggnader)                      | 1800-talets mitt   |          | Vårfruberga      | 59.43923, 16.93589 |                | Ladda upp en till bild av denna byggnad |
| Lektorsgården, även kallad Malmenius gård (Brokikaren 1)     | Tjänstebostad (1 byggnad)                    | 1850-talet         |          | Strängnäs        | 59.37540, 17.03735 |                | Ladda upp en till bild av denna byggnad |
| Paulinska huset, även kallat Ulfhällska huset (Domherren 1)  | Ämbets- och tjänstemannaboställe (1 byggnad) | 1500-talet         |          | Strängnäs        | 59.37471, 17.03512 |                | Ladda upp en till bild av denna byggnad |
| Rektorsgården (Bispen 1 och 4)                               | Ämbets- och tjänstemannaboställe (1 byggnad) | 1700-talet         |          | Strängnäs        | 59.37523, 17.03636 |                | Ladda upp en till bild av denna byggnad |
| Roggeborgen (Kyrkberget 9)                                   | Biskopsgård, skola, läroverk (1 byggnad)     | 1400-talets slut   |          | Strängnäs        | 59.37567, 17.03595 |                | Ladda upp en till bild av denna byggnad |
| Räfsnäs kungsgård (Rävsnäs 3:8, f.d. 3:1)                    | Kungsgård (11 byggnader)                     | 1737               |          | Toresund         | 59.30729, 17.24984 |                | Ladda upp en till bild av denna byggnad |
| Strängnäs kvarn (Mjölnaren 1)                                | Kvarn (1 byggnad)                            | 1800-talets mitt   |          | Strängnäs        | 59.37930, 17.02983 |                | Ladda upp en till bild av denna byggnad |
| Tryckerihuset (Kyrkberget 4)                                 | Tryckeri (1 byggnad)                         | 1794               |          | Strängnäs        | 59.37577, 17.03310 |                | Ladda upp en till bild av denna byggnad |
| Tullstugan (Skolmästaren 2)                                  | Tullhus och tullstation (2 byggnader)        | 1600-talet         |          | Strängnäs        | 59.37377, 17.03278 |                | Ladda upp en till bild av denna byggnad |
| Tynnelsö slott (Tynnelsö 1:5)                                | Slott (1 byggnad)                            | 1300-talet         |          | Överselö         | 59.41238, 17.10047 |                | Ladda upp en till bild av denna byggnad |
| Villa Parma (Majoren 3)                                      | Bostadshus (1 byggnad)                       | 1920-talet         |          | Strängnäs        | 59.38104, 17.01586 |                | Ladda upp en till bild av denna byggnad |
| Ångbåtsbryggan i Mariefred (Mariefred 2:20)                  | Brygga, ångbåtsbrygga (1 byggnad)            | 1888               |          | Mariefred        | 59.25724, 17.22597 |                | Ladda upp en till bild av denna byggnad |
| Kossvatorpet med Täby fäbod (Åkers styckebruk 3:1)           | Bruk                                         | 1600-talet         |          | Åkers styckebruk | koordinater saknas |                | Ladda upp en bild av denna byggnad      |

## Trosa kommun
| Namn                                                                  | Ursprunglig funktion                     | Byggår | Arkitekt | Plats       | Läge               | Anläggnings-ID | Bild                                    |
| --------------------------------------------------------------------- | ---------------------------------------- | ------ | -------- | ----------- | ------------------ | -------------- | --------------------------------------- |
| Garvaregården (Garvaregården 1 och 2)                                 | Borgargård, hantverkargård (8 byggnader) | 1719   |          | Trosa       | 58.89786, 17.54580 |                | Ladda upp en till bild av denna byggnad |
| Långmaren (Långmaren 1:1)                                             | Bondgård (9 byggnader)                   | 1850   |          | Västerljung | 58.83421, 17.40311 |                | Ladda upp en till bild av denna byggnad |
| Rönnebo pensionat (Trosa Rönnebo 1 o3 och Trosa 10:50, f.d. Rönnen 1) | Bostadshus (6 byggnader)                 | 1895   |          | Trosa       | 58.89465, 17.54546 |                | Ladda upp en till bild av denna byggnad |
| Tureholms slott (Tureholm 2:1)                                        | Slott (10 byggnader)                     | 1745   |          | Trosa       | 58.89763, 17.51602 |                | Ladda upp en till bild av denna byggnad |
| Bokö fyrkur (Bokö 1:5)                                                | Fyrplats (1 byggnad)                     | 1892   |          | Bokö-Öxnös  | 58.85229, 17.60420 |                | Ladda upp en till bild av denna byggnad |